# Procaviopsylla angolensis
Procaviopsylla angolensis är en loppart som beskrevs av Jordan 1925. Procaviopsylla angolensis ingår i släktet Procaviopsylla och familjen husloppor. Inga underarter finns listade i Catalogue of Life.